# Please The Trees

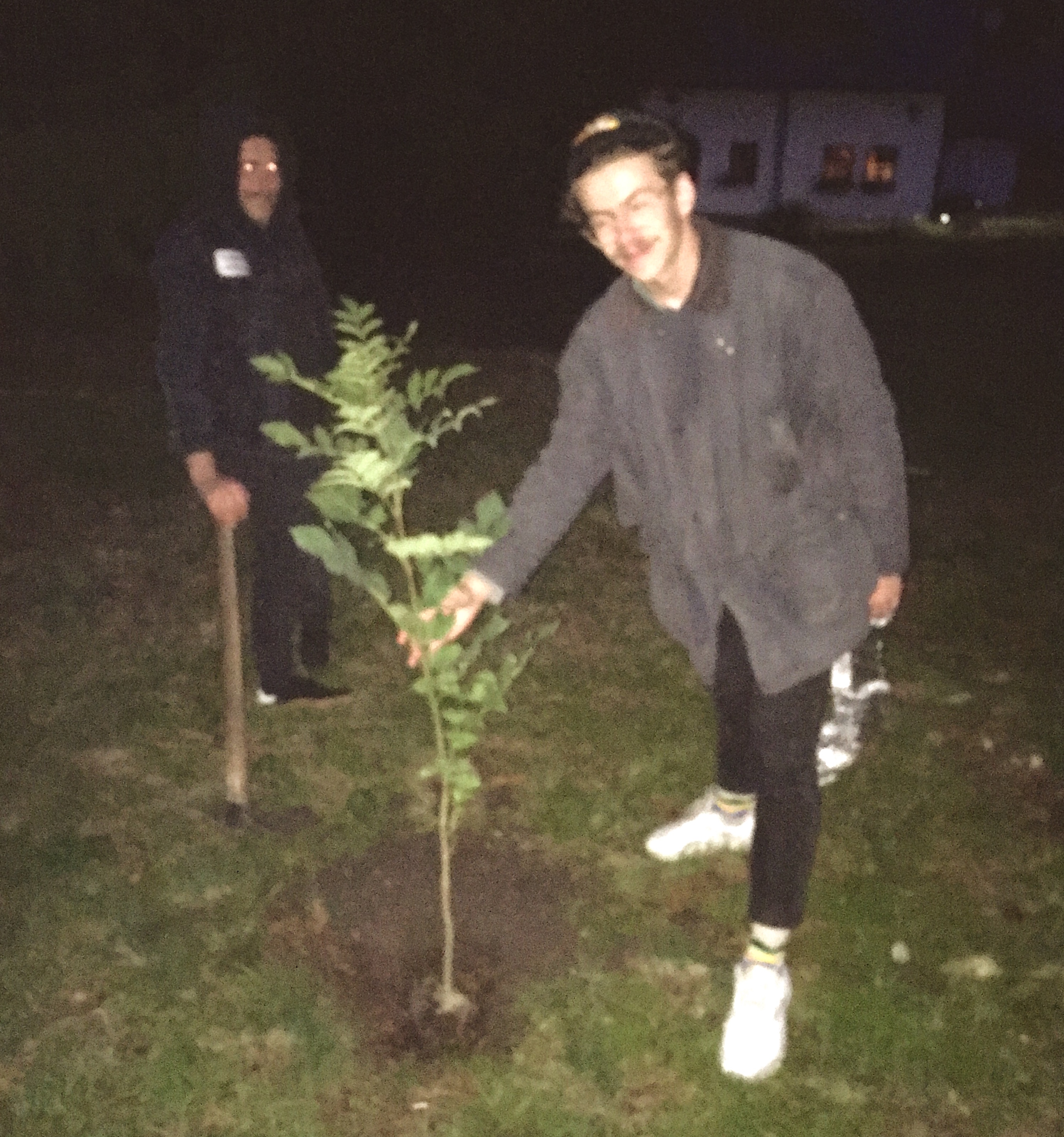
Please The Trees

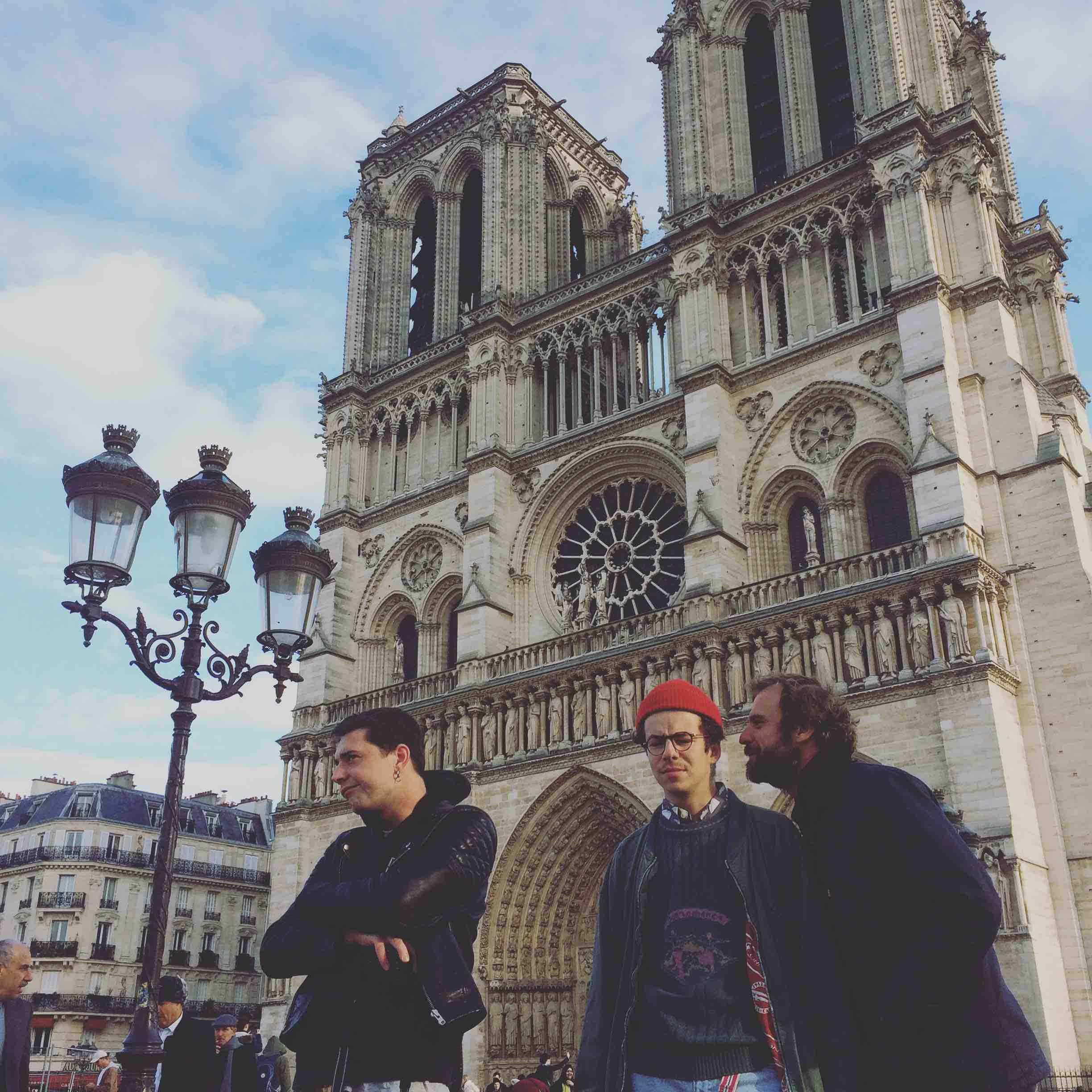
Jan Svačina, Kryštof Kříček, Václav Havelka III

Please The Trees je česká alternativně rocková skupina pocházející z jihočeského města Tábor.
V září 2015 Please The Trees vydali čtvrté řadové album Carp, na kterém představili nový syrovější zvuk. Desku natočili při turné po USA v Detroitu a vedle nominací na hudební ceny Vinyla a žánrové Anděly, získává cenu hudební kritiky APOLLO 2015 za nejlepší album. Předchozí, třetí album, natočené v San Franciscu bylo oceněno žánrovou cenou Anděl za nejlepší alternativní nahrávku roku 2012.
Málokterá z českých kapel byla schopná postavit a odehrát čtyři americká turné, které si zorganizovala sama a po vzoru nejtvrdších zábavovek vymyslet šňůru po vesnicích s valníkem místo pódia. Please The Trees jsou jednou z těch mála kapel, kterým se od vydání debutu v roce 2007 až dodnes podařilo udržet vysokou laťku a společensky se angažovat (kampaň Mluvme o stáří a spolupráce se sborem seniorek Elpida, benefiční Koncerty pro šumavskou divočinu atd.).
Skupina Please The Trees (český překlad Potěšit stromy) původně vznikla v roce 2005 spojením post rockových, kytarových snivců a léčitelů Some Other Place a písničkáře Václava Havelky. Debutové album ‘Lion Prayer’ vyšlo v roce 2007, druhé album ‘Inlakesh’ v roce 2011, obě u vlastního vydavatelství Absent Hour Records. Třetí řadové album 'A Forest Affair' kapela natočila s producentem Jonathanem Burnsidem (spolupracoval mimo jiné s Nirvanou, Melvins atd) v říjnu 2011 během druhého amerického turné u kalifornského San Francisca. Album vyšlo u vydavatelství Starcastic Records v říjnu 2012 a bylo oceněno výroční hudební cenou Anděl za nejlepší alternativní počin roku. Skupina odehrála v roce 2013 něco kolem třiceti vystoupení v zahraničí (Polsko, Bulharsko, Rumunsko, Izrael, Holandsko, Belgie). Hned začátkem roku 2014 proběhlo turné v Anglii a v březnu další mesíční turné v USA, které čítalo dvacet tři vystoupení, během něhož skupina natočila čtvrté album ve studiích High Bias Recording v Detroitu s Chrisem Koltayem (spolupracuje s The War On Drugs, Liars, Deerhunter, Akron/Family) a v Rivington66 v New Yorku s Philem Weinrobem. Album vyšlo v září 2015 opět u Starcastic Records. Vedle nadšeného přijetí fanoušky získává také cenu hudební kritiky APOLLO 2015 za nejlepší album roku. V červenci 2015 Please The Trees vystupují mimo jiné jako předkapela legendárnímu Robertu Plantovi And The Sensational Space Shifters a s americkou hudební skupinou Two Gallants vyráží na evropské turné.
V říjnu 2016 se Please The Trees vrací do US na další měsíční turné během kterého poprvé zavítají i do Kanady. Toto koncertní turné je pro kapelu první organizované renomovanou bookingovou agenturou Leafy Green (zastupuje také hvězdy americké nezávislé hudební scény Swans, Mudhoney, The Dodos, King Kongo Powers, Pere Ubu, The Sonics a další). Během tohoto turné skupina natáčí páté řadové album s Brandonem Egglestonem ve studiu Tiny Telephone v San Franciscu, které s názvem Infinite Dance, v produkci Brandona Egglestona, Martina Tvrdého a Please The Trees, vychází v září 2018. Legendy hudebního žánru Grunge, americká skupina Mudhoney, si Please The Trees vybrala jako předkapelu na jejich Evropské turné, které proběhlo v listopadu 2018.

## Další aktivity Please The Trees
Skupina Please The Trees také od roku 2010 vystupuje v doprovodu seniorského sboru Elpida v rámci kampaně Mluvme o stáří, jejíž náplní je zlepšování mezigeneračních vztahů.

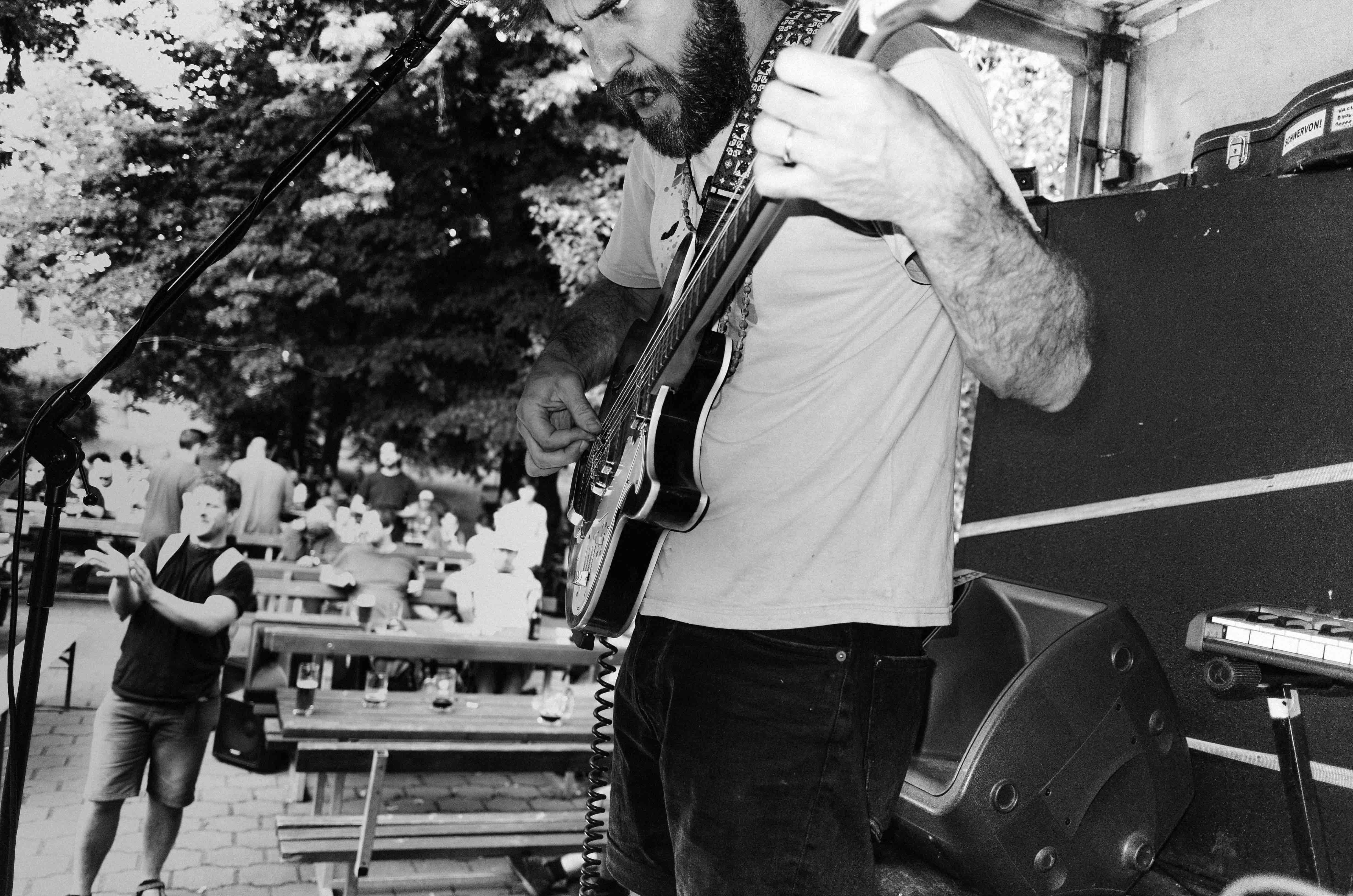
PTT živě ve Zlíně 2017

### Planting Trees Project
Počínaje 1.10.2011 skupina Please The Trees vysazuje v každém městě, místě svého koncertu, strom a tak prakticky naplňuje obsah svého názvu. Vysazení probíhá na nejvhodnějším místě poblíž místa vystoupení, které se odehrává v sezóně vhodné pro sázeni (jaro nebo podzim, ve výjimečných případech mimo tato období). Vysazení se dokumentuje focením. Fotky s příslušnými detaily jsou po té zveřejněny na oficiálním facebook profilu projektu.

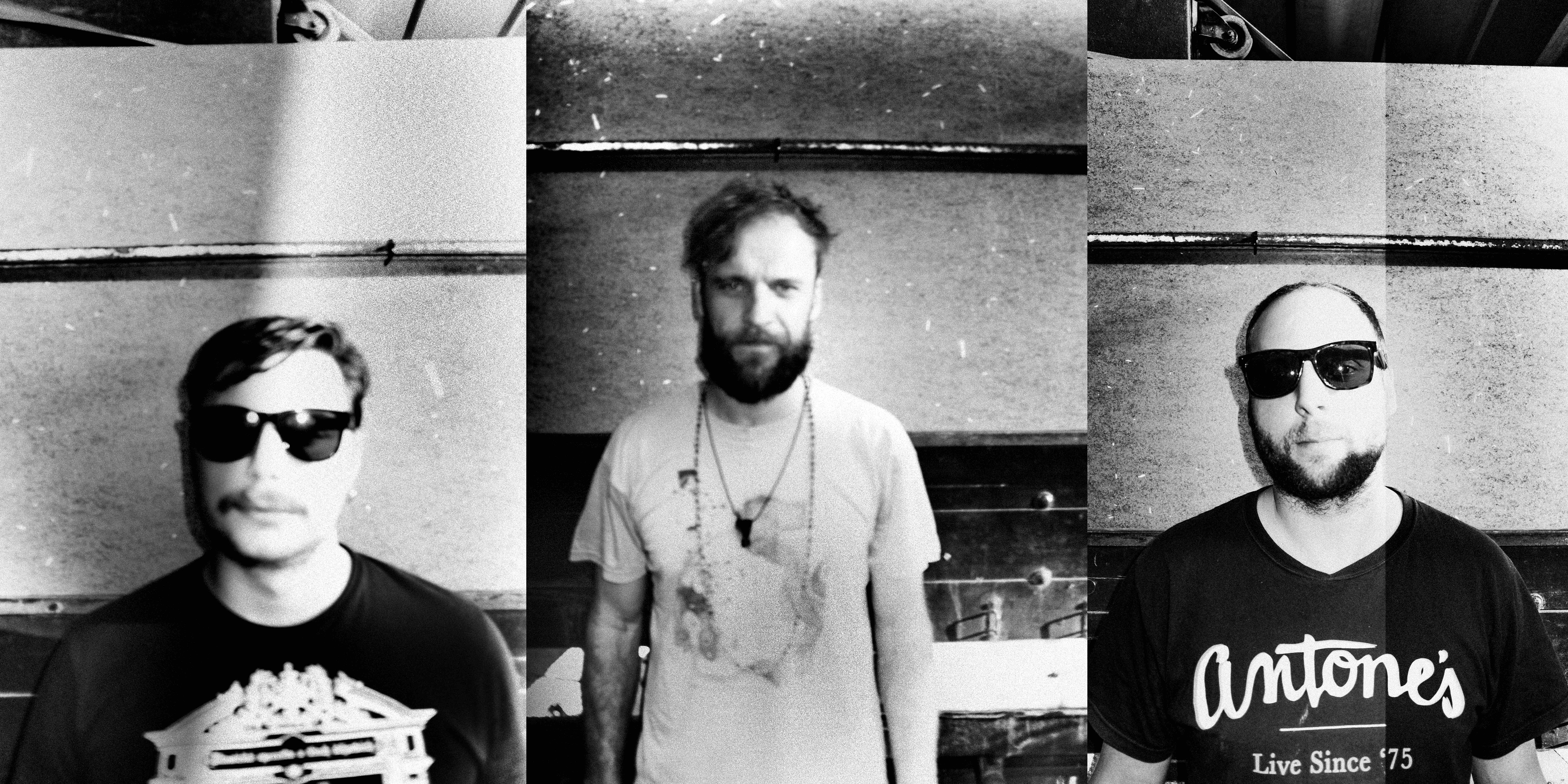
Jan Svačina, Václav Havelka III, Miroslav Syrný

### Koncerty pro šumavskou divočinu
Nedávno Please The Trees praktické naplňování obsahu svého názvu rozšířili o další aktivitu - od začátku roku 2014 svolávají a spolupořádají sérii Koncertů pro šumavskou divočinu, jejímž cílem je zejména informování veřejnosti o situaci kolem Národního parku Šumava. Nejčerstvějším podnikem této série je dvoudenní KONCERT PRO ŠUMAVSKOU DIVOČINU č. 7, 18.1.2017 v pražském Lucerna Music Baru za účasti hudebních skupin Tata Bojs a Priessnitz.

### Spolupráce se souborem současného tance 420PEOPLE
Taneční událostí podzimu 2018 je inscenace v pražském divadle La Fabrika s názvem The Watcher souboru současného tance 420PEOPLE ve spolupráci s alternativní rockovou kapelou Please The Trees.

## Diskografie

### Studiová alba
- Lion Prayer (2007)
- Inlakesh (2010)
- A Forest Affair (2012)
- ( /\ r |> [Carp] (2015)
- Infinite Dance (2018)

### Živá alba
- Please The Trees live at Blue-s Alive festival Šumperk (2011)
- A Live Affair (2013)

### Spolupráce
- Please The Trees & Elpida EP (2013)
- Vinylový 7" split s kapelou Houpací koně (2013)